# Magda B. Arnold
Magda Blondiau Arnold (nascida Magda Barta-Blondau; 22 de dezembro de 1903 - 5 de outubro de 2002)  foi uma psicóloga. Ela foi a primeira teórica contemporânea a desenvolver a teoria da avaliação emocional, se afastando das teorias do "sentimento" (por exemplo, a teoria de James-Lange) e teorias "behavioristas" (por exemplo, a Teoria de Cannon-Bard), se aproximando da abordagem cognitiva. Ela também criou um novo método de pontuação do Teste de Apercepção Temática, chamado de Análise de Sequência de Histórias.
Ela foi bolsista do Guggenheim em 1957.

## Biografia
Magda Arnold nasceu em Mährisch Trübau (até 1918 a cidade fazia parte da monarquia austríaca; agora a cidade é conhecida como Moravská Třebová na República Tcheca) filha de Rudolph Barta e Rosa Marie Blondiau. Ela se casou com Robert Arnold e mudou-se para Praga. Ela assistiu aulas de psicologia na Universidade Charles, onde trabalhou como secretária. Em 1928, ela e seu marido deixaram a Tchecoslováquia e imigraram para o Canadá. Arnold teve três filhos: Joan, Margaret e Katherine. Robert e Magda se separaram em 1939.
Magda Arnold estudou psicologia na Universidade de Toronto, onde se formou em 1939. Ela continuou seus estudos de pós-graduação na Universidade de Toronto, estudando a relação entre emoção e tensão muscular; ela obteve seu título de mestra em 1940, seguido por seu título de doutora em 1942.
Em 1942, Arnold foi contratada na Universidade de Toronto após seu doutorado. Em 1946, ela foi convidada para ser a Diretora de Pesquisa e Treinamento nos Serviços Psicológicos para Veteranos Canadenses(Departamento que realiza atendimentos para veteranos da guerra). No ano seguinte, Arnold aceitou um cargo de professora no Wellesley College. Em 1948, ela ocupou o cargo de professora adjunta e chefe de departamento no Bryn Mawr College. Durante este tempo, ela retomou seus laços com sua filha. Dois anos depois, ela se tornou a chefe do departamento do Barat College, para ajudar a melhorar o ambiente acadêmico. Então, em 1952, Arnold aceitou um cargo na Loyola University (Chicago) para se concentrar em pesquisa. Ela foi promovida para diretora do Laboratório de Comportamento. Durante um período de vinte anos, Arnold viajou internacionalmente para ensinar em universidades na Europa Oriental, mantendo sua conexão com aa  Universidade Loyola. Em 1972, ela enfrentou um pequeno revés em sua pesquisa enquanto ensinava no Spring Hill College, devido à falta de apoio da comunidade acadêmica. Ela rapidamente se mudou para a Faculdade de Medicina da Universidade do Sul do Alabama para retornar seus estudos sobre o cérebro. Finalmente, em 1975, Arnold decidiu se aposentar da universidade. Após se aposentar, ela usou seu tempo para terminar de escrever seu livro, Memory and the Brain(não publicado no Brasil) .
Arnold morreu em Tucson, Arizona, em 5 de outubro de 2002.

## Contribuições

### Teste de Apercepção Temática
Após terminar seus estudos, Magda Arnold aceitou o cargo de Diretora de Pesquisa e Treinamento do Departamento de Veteranos do Canadá. Foi lá que ela desenvolveu um sistema de avaliação para o Teste de Apercepção Temática. O sistema era diferente dos parâmetros anteriores, porque podia ser usado para pacientes “normais e neuróticos”. Arnold analisou o teste usando cinco subposições: situações pais-filhos, situações heterossexuais, situações do mesmo sexo, solteiros e diversos. Cada subposição tem cenários correspondentes (histórias) para comparar com as respostas do paciente. As comparações são usadas para determinar um conflito dominante, e o nível de tratamento necessário.

### Teoria da emoção
Arnold define a emoção como tendências sentimentais, que dependem de dois processos. (1) Uma pessoa deve perceber uma emoção recebendo os estímulos externos, lembrando-se da emoção, e depois imaginando a emoção. (2) Em seguida, a emoção é avaliada reconhecendo que os estímulos externos a afetaram. Arnold caracterizou as emoções como “tendências de ação”. Emoções e ações estão ligadas através da motivação, e a motivação é refletida durante a avaliação emocional.
Arnold teorizou que as emoções anteriores influenciam as emoções subsequentes. Os três fatores que contribuem para essa ideia são: memória afetiva, atitude emocional e constância da avaliação emocional. A memória afetiva é o processo de reviver experiências anteriores, aplicando a experiência anterior à nova situação. A atitude emocional é o desequilíbrio das emoções, que influencia a avaliação emocional. A constância da avaliação emocional é a impressão memorável sobre se o estímulo é bom ou ruim. Arnold explica as funções da emoção como organizadas e desorganizadas. As emoções organizam o relacionamento da pessoa com o mundo, porém as emoções podem interromper comportamentos ligados a objetivos.

### Memória e cérebro
Arnold trabalhou incansavelmente para explicar a relação entre a função cerebral e a memória. Ela conduziu pesquisas com animais, e concentrou-se em publicar seus trabalhos (devido a determinações do laboratório). Arnold enfrentou dificuldades com a cooperação internacional, seguida de atrasos na publicação de seus trabalhos. A visão de Arnold sobre a memória foi influenciada pela avaliação emocional; ela enfatizou que a memória é um processo dinâmico. Seu trabalho é considerado à frente de seu tempo, o que influenciou pesquisadores posteriores a estudarem sobre o tema quando a tecnologia de mapeamento cerebral se tornou disponível.

### Outras contribuições
Ela organizou o Toronto Psychology Club para abrir as discussões teóricas com colegas de profissão. O clube tornou-se a Associação Psicológica de Ontário em 1947. Ela desenvolveu oficinas para treinar psicólogos em testagem de personalidade, o que era incomum, devido à popularidade dos testes de inteligência. As oficinas se concentraram na melhoria da qualidade de vida dos veteranos militares após a Segunda Guerra Mundial. Em 1948, Arnold representou mulheres pesquisadoras no Simpósio Mooseheart (Mooseheart Symposium) com o tema de Sentimentos e Emoções.

## Trabalho
- Arnold, M. B., & Gasson, J. A. (1954).  The human person: An approach to an integral theory of personality. New York: The Ronald Press.
- Arnold, M. B. (1960). Emotion and personality. New York: Columbia University Press.
- Arnold, M. B. (1962). Story sequence analysis: A new method of measuring motivation and predicting achievement. New York: Columbia University Press.
- Arnold, M. B. (1984). Memory and the brain. Hillsdale, NJ: Erlbaum.